# Frederic Thesiger (1. wicehrabia Chelmsford)
Frederic John Napier Thesiger, 1. wicehrabia Chelmsford GCMG, GCSI, GCIE, GBE (ur. 12 sierpnia 1868, zm. 1 kwietnia 1933) – brytyjski polityk, najstarszy syn Frederica Augustusa Thesigera, 2. barona Chelmsford i Adrii Heath, córki generała Johna Heatha.

## Życiorys

### Administrator kolonialny
Wykształcenie odebrał w Magdalen College na Uniwersytecie Oksfordzkim. Członek All Souls College w Oksfordzie i London County Council. W 1905 r. odziedziczył po ojcu tytuł barona Chelmsford. W tym samym roku udał się do Australii, gdzie został gubernatorem Queenslandu. W 1909 r. został gubernatorem Nowej Południowej Walii. W 1913 r. opuścił Australię i udał się do Indii, gdzie został dowódcą regimentu. Szybko awansował i już w 1916 r. zastąpił lorda Hardinge’a.
Jego rządy w Indiach przypadły na niespokojny okres w dziejach tego kraju. Rozpoczęło się wprowadzanie w Perle Brytyjskiego Imperium reform Montagu-Chelmsforda (nazwanych tak od wicekróla i ministra ds. Indii Edwina Samuela Montagu), polegających na rozszerzeniu autonomii Indii przez oddanie części uprawnień brytyjskich urzędów kolonialnych lokalnym władzom indyjskim. W tym czasie narastał również ruch oporu przeciwko rządom brytyjskim, co doprowadziło do sprowadzenia stanu wojennego i masakry w Amritsar w 1919 r., kiedy wojsko otworzyło ogień do grupy bezbronnych cywilów zabijając według oficjalnych danych 379 ludzi (dane nieoficjalne mówią o 1000 zabitych i 1200 rannych). Na wieść o tych wydarzeniach Indyjski Kongres Narodowy zbojkotował wybory w 1920 r. Rok później Chelmsford wrócił do Wielkiej Brytanii oskarżany o niekompetencję, co nie przeszkodziło mu otrzymać tytułu wicehrabiego Chelmsford.

### Późniejsze życie
W 1924 r., pomimo swych wieloletnich związków z konserwatystami, przyjął stanowisko pierwszego lorda Admiralicji w liberalnym rządzie MacDonalda. Nigdy jednak nie wstąpił do Partii Pracy. Po upadku gabinetu jeszcze w 1924 r., wycofał się życia politycznego. Zmarł w 1933 r.

## Życie prywatne
27 lipca 1894 r. ożenił się z Frances Charlotte Guest, córką Ivora Guesta, 1. barona Wimborne, i lady Cornelii Spencer-Churchill, córki 7. księcia Marlborough. Frederic i Frances dwóch synów i cztery córki:
- Joan Fraces Vere Thesiger (ur. 1895), żona Alana Lascellesa, miała dzieci
- Frederic Ivor Thesiger (1896–1917), zginął podczas wojny w Mezopotamii
- Anne Molyneux Thesiger (ur. 1898), żona Donougha O’Briena, 16. barona Inchiquin, nie miała dzieci
- Briget Mary Thesiger (ur. 1900)
- Andrew Charles Gerald Thesiger 1903–1970), 2. wicehrabia Chelmsford
- Margaret St. Clair Sidney Thesiger (ur. 1911)

### Odznaczenia
Lord Chelmsford był kawalerem Krzyża Komandorskiego Orderu Gwiazdy Indii (GCSI), Krzyża Komandorskiego Orderu Cesarstwa Indyjskiego (GCIE), rycerzem Krzyża Wielkiego Orderu św. Michała i św. Jerzego (GCMG) i Krzyża Wielkiego Orderu Imperium Brytyjskiego (GBE).